# Исламская литература
Исла́мская литерату́ра (араб. الأدب الإسلامي‎, аль-а́дабу-ль-исла́мий) — термин, используемый для определения литературы, созданной представителями мусульманских народов, объединённых характерными религиозными и интеллектуальными чертами. Включает в себя произведения не только на арабском, но и на персидском, турецком и других языках народов, исповедующих ислам.

## История
Началом исламской литературы является Коран — священная для мусульман книга, которая становится идеалом не только для арабов, но и для других народов, которые впоследствии обратились в ислам. Коран, как «несотворённое божье слово» теперь становится высшим проявлением литературной изящности и становится основой для всей исламской культуры и литературы, достигнув уникального положения в арабской литературе.

### Религиозная литература
Помимо Корана в перечень исламской религиозной литературы входят многочисленные сборники хадисов — преданий о жизни пророка Мухаммада. Во времена Мухаммада запись его слов поначалу ставится под запрет самим Мухаммадом из-за боязни смешения Коранических аятов и его хадисов, однако потом этот запрет снимается и некоторые из его сподвижников начинают записывать его слова, поступки, невысказанные одобрения, однако это не носит системного характера, ибо процветает устная передача Корана и хадисов и в первые времена эти откровения сохраняются только в памяти его сподвижников и их учеников. Первым, кто стал записывать хадисы считается выдающийся имам Ибн Шихаб аз-Зухри, который был из числа табиинов (последователей) сподвижников пророка Мухаммада.
Самыми важными и достоверными сборниками хадисов у суннитов являются шесть книг (Кутуб ас-ситта):
- «Сахих» Мухаммада аль-Бухари.
- «Сахих» Муслима ибн аль-Хаджжаджа.
- «Сунан» Абу Дауда.
- «Джами» Абу Исы ат-Тирмизи.
- «Сунан» Ибн Маджа.
- «Сунан» ан-Насаи.

Впротивовес суннитским сборникам хадисов, шиитскими хадисоведами написаны собственные книги, важнейшими из которых считаются «Четыре книги»:
- «Аль-Кафи» аль-Кулайни.
- «Ман ла йахдуруху-ль-факих» Ибн Бабавайха ас-Садука.
- «Тахзиб аль-ахкам» Мухаммада ат-Туси.
- «Аль-Истибсар» Мухаммада ат-Туси.

### Художественная литература
Наиболее известным произведением исламской художественной литературы является «Тысяча и одна ночь», которая является компиляцией многих ранних легенд и сказаний в пересказе от персидской царевны Шахерезады.
Также большу́ю известность получил иранский народный эпос Фирдоуси «Шахнаме», который повествует о мифической и героической истории Ирана.
Ибн Туфайль и Ибн ан-Нафис являются пионерами философского романа. Ибн Туфайль написал первый вымышленный роман на арабском языке «Хай ибн Якзан» (лат. Philosophus Autodidactus) в ответ на книгу Абу Хамида аль-Газали «Непоследовательность философов». А затем Ибн ан-Нафис в опровержение Ибн Туфайлу пишет вымышленный роман «ар-Рисала аль-Камилия» (лат. Theologus Autodidactus).
Составными частями исламской литературы являются литературы разных народов с преимущественно исламской культурой:
- Арабская литература
- Иранская литература:
  - Персидская литература
  - Курдская литература
- Тюркские:
  - Турецкая литература
  - Азербайджанская литература
  - Узбекская литература
- Литература Индонезии:
  - Яванская литература
- Южно-Азиатская:
  - Бенгальская литература
  - Литература Пакистана
  - Литература урду
  - Кашмирская литература
  - Синдская литература
  - Гуджаратская литература
- Литература Сомали

## Влияние
Латинский перевод работы Ибн Туфайла «Philosophus Autodidactus» появился в 1671 году подготовленный Эдвардом Пококом, а затем, в 1708 году, переводится на английский Саймоном Окли. Эти переводы позже вдохновили Даниеля Дефо на написание «Робинзона Крузо», который рассматривается как первый роман на английском языке.
«Божественная комедия» Данте Алигьери, которая считается величайшим произведением итальянской литературы, была написана под прямым или косвенным влиянием от работ по исламской эсхатологии.
Такие работы Шекспира как «Тит Андроник», «Венецианский купец» и «Отелло» в котором главным героем является мавр, содержат мавританские символы. Эти работы были вдохновлены несколькими мавританскими делегациями из Марокко в XVII веке во времена королевы Елизаветы.